# Traralgon
Traralgon est une ville d'Australie située dans l'État de Victoria dans la Vallée Latrobe et dans la région du Gippsland. Traralgon est une ville de l'administration locale de la Ville de Latrobe. Elle compte 21 689 habitants en 2006.
L'origine du nom Traralgon est incertain. L'étymologie populaire en fait le dérivé des mots provenant de la langue gunai : tarra signifiant « rivière » et algon signifiant « petit poisson ». Cependant, ces mots ne sont pas reflétés dans la connaissance linguistiques modernes du langage Gunai, où, par exemple, le mot pour rivière est wun wun ou wurn wurn.

## Événements
Les habitants de cette localité ont ressenti le tremblement de terre de magnitude 5,2 à 5,4 avec des répliques à 3,1, qui secoua le Victoria le 19 juin 2012,.